# Pot Black
Pot Black is een professioneel snookertoernooi, ontstaan in 1969, met wedstrijden die slechts uit één frame bestaan. De laatste editie werd gehouden in 2007.

## Geschiedenis
De huidige populariteit van het snooker is grotendeels te danken aan Pot Black. Het ontstond eind jaren 60, toen de BBC in kleur begon uit te zenden en op zoek ging naar programma's die hier goed geschikt voor waren. De keuze viel op snooker vanwege de verschillende gekleurde ballen, en dus organiseerde men om de week wedstrijden. Kenmerkend was dat die altijd maar uit één frame bestonden en altijd besloten werden met het potten van de zwarte bal, iets wat in langere wedstrijden vaak achterwege wordt gelaten als de voorsprong op de tegenstander groot genoeg is.
Pot Black werd razend populair bij het publiek, de uitzending werd het op een na populairste programma op BBC Two. Die populariteit heeft ervoor gezorgd dat snooker evolueerde van een kleine sport met slechts een handvol professionals tot een van de belangrijkste en meest gevolgde sporten in het Verenigd Koninkrijk.
In zijn originele vorm werd Pot Black georganiseerd van 1969 tot en met 1973, in 1974 werd overgeschakeld naar een wedstrijd waarin twee frames moesten worden gewonnen.
Een jaar later werd weer overgeschakeld naar het originele formaat en dat tot in 1977. Vervolgens werd tot en met 1986 gespeeld in een best-of-three systeem. Pot Black verdween vervolgens voor enkele jaren van het snookertoneel, maar werd in 1991 toch weer
door de BBC teruggehaald, om twee jaar later toch weer op de achtergrond te verdwijnen.
In 2005 werd Pot Black als een eendagswedstrijd opnieuw opgevist, de eerste editie werd een invitatietoernooi voor acht spelers, gewonnen door Matthew Stevens.
Het principe van het toernooi in zijn huidige vorm is een knock-outsysteem, waarbij de wedstrijden uit één frame bestaan.
In 2006 werd Pot Black een toernooi voor de beste acht spelers van de wereldranglijst. Mark Williams versloeg John Higgins en liet daarbij in de finale een break van 119 noteren, goed voor de hoogste break ooit in de geschiedenis van het toernooi.

## Erelijst
| Editie | Winnaar         | Winnaar | Verliezend finalist | Verliezend finalist | Uitslag   |
| ------ | --------------- | ------- | ------------------- | ------------------- | --------- |
| 1969   | Ray Reardon     | WAL     | John Spencer        | ENG                 | 88 - 29   |
| 1970   | John Spencer    | ENG     | Ray Reardon         | WAL                 | 88 - 27   |
| 1971   | John Spencer    | ENG     | Fred Davis          | ENG                 | 61 - 40   |
| 1972   | Eddie Charlton  | AUS     | Ray Reardon         | WAL                 | 75 - 43   |
| 1973   | Eddie Charlton  | AUS     | Rex Williams        | ENG                 | 93 - 33   |
| 1974   | Graham Miles    | ENG     | John Spencer        | ENG                 | 2 - 0 (F) |
| 1975   | Graham Miles    | ENG     | Dennis Taylor       | NIR                 | 81 - 27   |
| 1976   | John Spencer    | ENG     | Dennis Taylor       | NIR                 | 69 - 42   |
| 1977   | Perrie Mans     | RSA     | Doug Mountjoy       | WAL                 | 90 - 21   |
| 1978   | Doug Mountjoy   | WAL     | Graham Miles        | ENG                 | 2 - 1 (F) |
| 1979   | Ray Reardon     | WAL     | Doug Mountjoy       | WAL                 | 2 - 1 (F) |
| 1980   | Eddie Charlton  | AUS     | Ray Reardon         | WAL                 | 2 - 1 (F) |
| 1981   | Cliff Thorburn  | CAN     | Jim Wych            | CAN                 | 2 - 0 (F) |
| 1982   | Steve Davis     | ENG     | Eddie Charlton      | AUS                 | 2 - 0 (F) |
| 1983   | Steve Davis     | ENG     | Ray Reardon         | WAL                 | 2 - 0 (F) |
| 1984   | Terry Griffiths | WAL     | John Spencer        | ENG                 | 2 - 1 (F) |
| 1985   | Doug Mountjoy   | WAL     | Jimmy White         | ENG                 | 2 - 0 (F) |
| 1986   | Jimmy White     | ENG     | Kirk Stevens        | CAN                 | 2 - 0 (F) |
|        |                 |         |                     |                     |           |
| 1991   | Steve Davis     | ENG     | Stephen Hendry      | SCO                 | 2 - 1 (F) |
| 1992   | Neal Foulds     | ENG     | James Wattana       | THA                 |           |
| 1993   | Steve Davis     | ENG     | Mike Hallett        | ENG                 |           |
|        |                 |         |                     |                     |           |
| 1997 † | Joe Johnson     | ENG     | Terry Griffiths     | WAL                 |           |
|        |                 |         |                     |                     |           |
| 2005   | Matthew Stevens | WAL     | Shaun Murphy        | ENG                 | 53 - 27   |
| 2006   | Mark Williams   | WAL     | John Higgins        | SCO                 | 119 - 13  |
| 2007   | Ken Doherty     | IRL     | Shaun Murphy        | ENG                 | 71 - 36   |

- Met (F) aangegeven wanneer er over frames gespeeld werd.
- † 1997: Seniors Pot Black